# Toshiko Akiyoshi/Diskografie

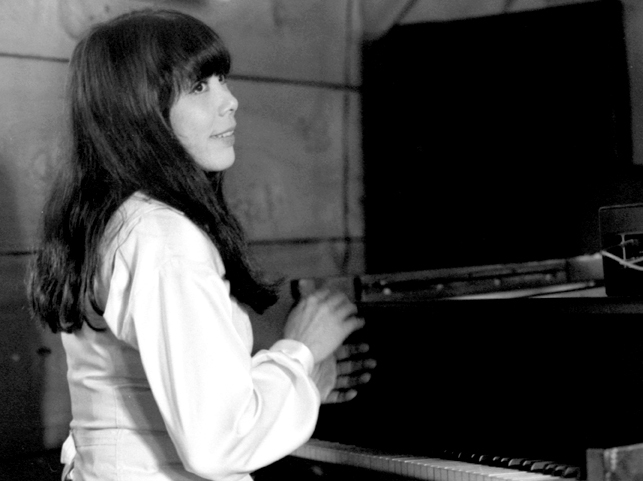
Toshiko Akiyoshi (1978)

Diese Diskografie der japanischen Jazzpianistin, Komponistin, Arrangeurin und Bandleaderin Toshiko Akiyoshi enthält zunächst ihre Produktionen mit kleineren Ensembles ab 1953 (meist in Piano-Trio-Format), ferner ihre Produktionen mit der Toshiko Akiyoshi/Lew Tabackin Big Band zwischen 1974 und 1979 sowie dem Toshiko Akiyoshi Jazz Orchestra zwischen 1974 und 2010, außerdem ihre Beteiligungen an Aufnahmen anderer Musiker sowie weitere Kollaborationen. Im letzten Teil ist eine Auswahl von Kompilationen ihrer Alben aufgelistet.
Seit ihrer ersten LP für Norgran Records, die 1954 in den USA erschienen war, veröffentlichte Toshiko Akiyoshi bislang (Stand 2016) 59 Studio- und 19 Livealben, erschienen in Japan auf den Musiklabel Victor / BMG, Nippon Columbia, Toshiba, Discomate, Nippon Crown und anderen sowie in den Vereinigten Staaten für Norgran/Verve, RCA, Columbia/Sony, Concord und auf ihrem eigenen Musiklabel Ascent. Alle ihre Bigband-Aufnahmen und nahezu alle frühen Plattenaufnahmen wurden bislang auf CDs wiederveröffentlicht.

## Alben unter eigenem Namen (Kleine Ensembles)
| Album                                                                     | Musiklabel             | Aufnahme | VÖ    | Anmerkungen |
| ------------------------------------------------------------------------- | ---------------------- | -------- | ----- | --- |
| Toshiko’s Piano                                                           | Norgran Records, Verve | 1953     | 1954  | 10 inch LP, mit Herb Ellis, Ray Brown, J. C. Heard, wiederveröffentlicht als Amazing Toshiko Akiyoshi (Verve Records MV 2579)                               |
| The Historic Mocambo Session ’54, Vol. 3: Toshiko Akiyoshi Sextet         | Rockwell               | 1954     | 1978  | mit Kei-Ichiro Ebihara, Sadao Watanabe, Akira Miyazawa, Go Ueda, Kanji Harada                                                                               |
| The Historic Mocambo Session ’54, Vol. 4: Toshiko Akiyoshi Quartet/Sextet | Rockwell               | 1954     | 1978  | mit Akitoshi Igarashi, Sadao Watanabe, Akira Miyazawa, Hisao Suzuki, Jun Shimizu                                                                            |
| Toshiko: Toshiko Akiyoshi Trio                                            | Storyville             | 1954     | 1954  | mit Paul Chambers, Ed Thigpen |
| Her Trio, Her Quartet                                                     | Storyville Records     | 1956     | 1956  | Mit Boots Mussulli, Ed Thigpen, Wyatt Ruther bzw. Roy Haynes, Oscar Pettiford.                                                                              |
| Toshiko & Leon Sash at Newport                                            | Verve                  | 1957     | 1958  | Mit Gene Cherico, Jake Hanna |
| The Many Sides of Toshiko                                                 | Verve                  | 1957     | 1975  | dto. |
| United Notions: Toshiko and Her International Jazz Sextet                 | Metro Jazz             | 1958     | 1959  | mit Doc Severinsen, Rolf Kühn, Bobby Jaspar, René Thomas, John Drew, Bert Dahlander                                                                         |
| Live at Birdland                                                          | Fresh Sound            | 1960     | 1991  | mit Charlie Mariano, Gene Cherico, Eddie Marshall |
| Toshiko Mariano Quartet                                                   | Candid                 | 1960     | 1961  | mit Charlie Mariano, Gene Cherico, Eddie Marshall |
| Toshiko Akiyoshi Trio                                                     | Asahi Sonorama         | 1961     | 1961  | auch veröffentlicht als Long Yellow Road und (fast identisch) als Tosiko Akiyosi Recital [sic]; mit Gene Cherico, Eddie Marshall                            |
| Toshiko Meets Her Old Pals                                                | King                   | 1961     | 1974  | mit Sadao Watanabe, Akira Miyazawa, Masanaga Harada, Masahiko Togashi                                                                                       |
| Steve Kuhn & Toshiko Akiyoshi: The Country & Western Sound of Jazz Pianos | Dauntless              | 1962?    | 1963  | Mit Dave Izenzon, John Neves, Pete LaRoca, Barry Galbraith wiederveröffentlicht als Together, Steve Kuhn and Toshiko Akiyoshi (Chiaroscuro)                 |
| Miwaku No Jazz 魅惑のジャズ (= Fascinating Jazz)                          | Victor Japan           | 1963     | 1963  | mit Charlie Mariano, Akira Miyazawa (宮沢昭), Akira Fukuhara (福原彰), Masanaga Harada (原田政長), Yasuo Arakawa (荒川康男), Takeshi Inomata (猪俣猛)       |
| Toshiko–Mariano Quartet (in West Side)                                    | Nippon Columbia        | 1963     | 1963  | mit Charlie Mariano, Albert Heath, Gene Cherico; in leicht variierter Form auch als East and West (Victor)                                                  |
| Toshiko Mariano Sextet                                                    | RCA                    | 1963     | ?     | mit Akira Fukuhara, Charlie Mariano, Akira Miyazawa, Yasuo Arakawa, Masanaga Harada, Takeshi Inomata                                                        |
| Toshiko Mariano and Her Big Band                                          | Vee Jay Records        | 1964     | 1964  | mit Hiroshi Suzuki, Akira Miyazawa, Hidehiko "Sleepy" Matsumoto, Paul Chambers, Jimmy Cobb                                                                  |
| Lullabies for You                                                         | Columbia               | 1965     | 1974  | mit Yasuo Arakawa, Kanji Harada |
| At zhe Top of the Gate                                                    | Columbia (Japan)       | 1968     | 1968  | mit Kenny Dorham, Lew Tabackin, Ron Carter, Mickey Roker |
| Toshiko Akiyoshi in Japan                                                 | Liberty                | 1970     | ?     | mit Lew Tabackin, Bob Daugherty, Mickey Roker; veröffentlicht auch als Long Yellow Road, Toshiko Akiyoshi Quartet                                           |
| The Personal Aspect in Jazz: Toshiko Akiyoshi/Lew Tabackin                | RCA/JVC                | 1971     | 1971  | auch veröffentlicht unter dem Titel Sumi (Victor); mit Lew Tabackin, Lynn Christie, Albert "Tootie" Heath                                                   |
| The Personal Dimension                                                    | RCA                    | 1971     | 1971  | mit Lew Tabackin, Lyn Christie, Bill Goodwin |
| Meditation                                                                | Dan Records            | 1971     | 1971  | mit Lyn Christie, Albert Heath, Lew Tabackin |
| Solo Piano                                                                | RCA                    | 1971     | 1975  | |
| Road Time                                                                 | RCA                    | 1976     | 1976? | mit Jim Sawyer, Jimmy Knepper, Bill Byrne |
| Dedications (1)                                                           | Disco-Made             | 1977     | 2009  | mit Gene Cherico, Jimmie Smith |
| Stepping Out                                                              | Disco-Made             | 1977     | 1977  | mit Steve Huffsteter, Bill Reichenbach, Dick Spencer, Tom Peterson, Bill Perkins, Don Baldwin, Peter Donald                                                 |
| Dedications II                                                            | Disco-Made             | 1977     | 2009  | Trio mit Andy Simpkins, Peter Donald bzw. Bob Daugherty, Jimmie Smith                                                                                       |
| Toshiko Plays Billy Strayhorn                                             | Discomate              | 1977     | 1978  | veröffentlicht auch als A Tribute to Billy Strayhorn (JAM) und Dedications III (Alfa); Trios mit John Heard, Peter Donald bzw. Bob Daugherty, Jeff Hemilton |
| Finesse                                                                   | Concord Jazz           | 1978     | 1978  | mit Monty Budwig, Jake Hanna |
| Notorious Tourist from the East                                           | Inner City Records     | 1978     | 1980  | mit Gene Cherico, Billy Higgins, Steven Huffsteter |
| Toshiko Plays Toshiko                                                     | Discomate              | 1979     | 1979  | Quartett mit Steve Huffsteter, Gene Cherico, Billy Higgins                                                                                                  |
| Just Be-Bop                                                               | Discomate              | 1980     | 1981  | mit Steve Huffsteter, Charles McPherson, Gene Cherico bzw. Bob Bowman, Roy McCurdy                                                                          |
| Tuttie Fluttie                                                            | Discomate              | 1980     | 1980  | Toshiko Akiyoshi Trio and Flute Quartet mit Louise Di Tullio, Geraldine Rotella, Michiru Mariano, Susan Greenberg, Bob Bowman, Joey Baron                   |
| Toshiko Akiyoshi Trio                                                     | Eastworld              | 1983     | 1983  | mit Gene Cherico, Joey Baron |
| Time Stream                                                               | Eastworld              | 1984     | 1984  | Trio mit George Mraz, Art Taylor |
| Interlude                                                                 | Concord                | 1987     | 1987  | mit Dennis Irwin, Eddie Marshall |
| Four Seasons                                                              | Ninety-One             | 1990     | 1990  | mit George Mraz, Lewis Nash |
| Remembering Bud – Cleopatra’s Dream                                       | Ninety-One             | 1990     | 1990  | mit George Mraz bzw. Ray Drummond, Lewis Nash bzw. Al Harewood                                                                                              |
| Chic Lady                                                                 | Crown                  | 1991     | 1991  | mit John Eckert, Matt Finders, Scott Robinson, Walt Weiskopf, Peter Washington, Lewis Nash                                                                  |
| Dig                                                                       | Ninety-One             | 1993     | 1999  | mit Conte Candoli, Walt Weiskopf, Peter Washington, Kenny Washington                                                                                        |
| Night and Dream                                                           | Crown                  | 1994     | 1994  | mit Joe Magnarelli, Scott Robinson, Walt Weiskopf, Peter Washington, Mickey Roker                                                                           |
| At Maybeck: Maybeck Recital Hall Series, Volume 36                        | Concord Jazz           | 1994     | 1994  | Toshiko Akiyoshi solo |
| Yes I Have No 4Beat Today                                                 | Crown                  | 1995     | 1999  | mit Scott Wendholt, Scott Whitfield, Lew Tabackin, Roberta Cooper, Lincoln Goines, Ray Stewart, Duduka da Fonseca, Valtinho Anastacio, Ivo Araujo           |
| Live at Blue Note Tokyo ’97                                               | Crown                  | 1997     | 1998  | mit Yoshio Suzuki, Motohiko Hino |
| Sketches of Japan                                                         | Crown                  | 1998     | 1999  | mit Philippe Aerts, Eddie Marshall bzw. Tomonao Hara, Jo Yamada, Philippe Aerts, Carl Allen                                                                 |
| Solo Live at Kennedy Center                                               | Crown                  | 2000     | 2000  | Toshiko Akiyoshi solo |
| New York Sketchbook                                                       | Crown                  | 2003     | 2004  | mit Peter Washington, Kenny Washington |
| Solo Live 2004 (Live at "Studio F")                                       | Studio Songs           | 2004     | 2009  | Toshiko Akiyoshi aolo |
| Hope                                                                      | Crown                  | 2005     | 2005  | solo bzw. Trio mit George Mraz und Lewis Nash |
| 50th Anniversary Concert in Japan Since First Visiting the U.S.A.         | T-Toc                  | 2006     | 2007  | mit Lew Tabackin, George Mraz, Lewis Nash |
| Vintage: Toshiko Akiyoshi/Lew Tabackin                                    | T-Toc                  | 2008     | 2008  | Duo Lew Tabackin/Toshiko Akiyoshi |
| Classic Encounters                                                        | Studio Songs           | 2010     | 2010  | mit Reiko Honshoh |
| Jazz Conversations, The Other Side of Monday Michiru                      | Victor                 | 2015     | 2015  | mit Paul Gill, Mark Taylor |
| Toshiko Akiyoshi Plays Gershwin’s Porgy and Bess                          | Studio Songs           | 2015     | 2016  | mit Paul Gill, Yasushi Nakamura, George Mraz, Mark Taylor, Rodney Green                                                                                     |
| My Long Yellow Road                                                       | Studio Songs           | 2017     | 2017  | mit Yasushi Nakamura |
| The Eternal Duo!                                                          | Sony Records           | 201?     | 2018  | Toshiko Akiyoshi & Lew Tabackin |
| Early Numbers                                                             | Whispering Grass       | 2020     | 2021  | Toshiko Akiyoshi |

## Alben der Toshiko Akiyoshi/Lew Tabakin Big Band
| Album                                       | Musiklabel | Aufnahme | VÖ   | Anmerkungen |
| ------------------------------------------- | ---------- | -------- | ---- | --- |
| Kogun                                       | RCA        | 1974     | 1975 | mit Dick Spencer, Gary Foster, Bill Perkins, Gene Cherico, Phil Teel, Peter Donald, Lew Tabackin, Tom Peterson, Britt Woodman, Charles Loper, Jim Sawyer, Bobby Shew, Don Rader, John Madrid, Mike Price, Scott Elsworth                            |
| Insights                                    | RCA        | 1976     | 1976 | |
| Road Time                                   | RCA-Victor | 1976     | 1976 | mit Dick Spencer, Gary Foster, Bill Byrne, Don Baldwin, Phil Teele, Peter Donald, Kisaku Katada, Yutaka Yazaki, Tom Peterson, Lew Tabackin, Bill Reichenbach, Jim Sawyer, Jimmy Knepper, Bobby Shew, Mike Price, Richard Cooper, Steven Huffstetter |
| March of the Tadpoles                       | RCA        | 1977     | 1977 | mit Steve Huffsteter, Bobby Shew, Mike Price, Richard Cooper, Bill Reichenbach, Charles Loper, Britt Woodman, Phil Teele, Dick Spencer, Gary Foster, Lew Tabackin, Tom Peterson, Bill Perkins, Don Baldwin, Peter Donald, Emil Richards             |
| The Big Apple                               | RCA        | 1977     | 1977 | mit Steve Huffsteter, Bobby Shew, Mike Price, Richard Cooper, Bill Reichenbach, Charles Loper, Rick Culver, Phil Teele, Dick Spencer, Gary Foster, Lew Tabackin, Gary Herbig, Beverly Darke, Don Baldwin, Peter Donald                              |
| Live at Newport                             | RCA        | 1977     | 1977 | |
| Live At Newport II                          | RCA        | 1977     | 1980 | mit Dick Spencer, Gary Foster, Beverly Darke, Don Baldwin, Phil Teele, Peter Donald, Gary Herbig, Lew Tabackin, Bill Reichenbach, Charlie Loper, Rick Culver, Bobby Shew, Mike Price, Richard Cooper, Steven Huffstetter                            |
| Salted Ginko Nuts                           | Baystate   | 1978     | 1978 | mit Larry Ford, Steve Huffsteter, Bobby Shew, Mike Price, Bill Reichenbach, Rick Culver, Randy Aldcroft, Phil Teele, Dick Spencer, Gary Foster, Lew Tabackin, Tom Peterson, Bill Byrne, Mike Richmond, Peter Donald                                 |
| Sumi-E                                      | Insights   | 1979     | 1979 | mit Larry Ford, Steve Huffsteter, Bobby Shew, Mike Price, Bill Reichenbach, Rick Culver, Randy Aldcroft, Phil Teele, Dick Spencer, Gary Foster, Lew Tabackin, Tom Peterson, Bill Byrne, John Heard, Peter Donald, Kisaku Katada                     |
| From Toshiko with Love – Tanuki’s Night Out | Jam        | 1981     | 1981 | mit Bob Shepperd, Dan Higgins, Gary Foster, Bill Byrne, Ed Bennett, Phil Teele, Steve Houghton, John Gross, Lew Tabackin, Bruce Fowler, Hart Smith, Jim Sawyer, Buddy Childers, Larry Ford, Mike Price, Rich Cooper, Steven Huffsteter              |
| European Memoirs                            | Victor     | 1982     | 1982 | mit Lew Tabackin, John Gross, Matt Catingub, Bob Sheppard, Bill Byrne, Buddy Childers, Larry Ford, Steven Huffsteter, Mike Price, Hart Smith, Dave Bowman, Bruce Fowler, Phil Teele, Bob Bowman, Joey Baron                                         |

## Alben des Toshiko Akiyoshi (Jazz) Orchestra
| Album                                                     | Musiklabel     | Aufnahme | VÖ    | Anmerkungen |
| --------------------------------------------------------- | -------------- | -------- | ----- | --- |
| Long Yellow Road                                          | RCA            | 1974     | 1975  | mit Bobby Shew, Don Rader, Mike Price, Stu Blumberg (tp) Charles Loper, Britt Woodman, Phil Teele, Bruce Paulson (tb) Dick Spencer, Gary Foster (as) Lew Tabackin, Tom Peterson (ts, fl) Bill Perkins (bar) Toshiko Akiyoshi (p,arr) Gene Cherico (b) Peter Donald (d) Tokuko Kaga |
| Tales of a Courtesan                                      | RCA            | 1975     | 1975? | mit Steve Huffsteter, Bobby Shew, Mike Price, Richard Coope, Bill Reichenbach junior, Charles Loper, Britt Woodman, Phil Teele, Dick Spencer, Gary Foster, Lew Tabackin, Tom Peterson, Bill Perkins, Gene Cherico, Peter Donald                                                    |
| Farewell to Mingus                                        | RCA            | 1980     | 1980? | mit Larry Ford, Steve Huffsteter, Mike Price, Buddy Childers, Rick Culver, Hart Smith, Bruce Fowler, Phil Teele, Dan Higgins, Gary Foster, Lew Tabackin, John Gross, Bill Byrne, Bob Bowman, Steve Houghton                                                                        |
| From Toshiko with Love!                                   | Baystate       | 1981     | 1982? | mit Buddy Childers, Steve Huffsteter, Mike Price, Larry Ford, Jim Sawyer, Hart Smith, Bruce Fowler, Phil Teele, Dan Higgins, Bob Sheppard, Lew Tabackin, Richard cooper, Gary Foster, John Gross, Bill Byrne, Ed Bennett, Steve Houghton                                           |
| European Memoirs                                          | Baystate       | 1982     | 1982? | mit Buddy Childers, Steve Huffsteter, Larry Ford, Mike Price, David Bowman, Hart Smith, Bruce Fowler, Phil Teele, Matt Catingub, Bob Sheppard, John Gross, Lew Tabackin, Bill Byrne, Dan Higgins, Bob Bowman, Joey Baron                                                           |
| Ten Gallon Shuffle                                        | Ascent         | 1984     | 1985? | mit Joe Mosello, John Eckert, Brian Lynch, Chris Albert, Hart Smith, Chris Seiter, Conrad Herwig, Phil Teele, Frank Wess, Jim Snidero, Lew Tabackin, Walt Weiskopf, Ed Xiques, Michael Formanek, Scott Robinson                                                                    |
| Wishing Peace                                             | Ascent         | 1986     | 1987? | mit Joe Mosello, John Eckert, Brian Lynch, Chris Pasin, Hart Smith, Conrad Herwig, Kenny Rupp, Matt Finders, Frank Wess, Jim Snidero, Lew Tabackin, Walt Weiskopf, Mark Lopeman, Jay Anderson, Jeff Hirshfield, Daniel Ponce                                                       |
| Carnegie Hall Concert: Toshiko Akiyoshi with Lew Tabackin | Columbia       | 1991     | 1992  | mit John Eckert, Greg Gisbert, Freddie Hubbard, Mike Ponella, Herb Besson, Larry Farrell, Conrad Herwig, Joe Magnarelli, Matt Finders, Lew Tabackin, Frank Wess, Jim Snidero, Walt Weiskopf, Scott Robinson, Peter Washington, Terry Clarke, Richie Flores, Nnenna Freelon         |
| Desert Lady/Fantasy                                       | Columbia       | 1993     | 1994? | mit John Eckert, Greg Gisbert, Joe Magnarelli, Mike Panella, Luis Bonilla, Herb Besson, Conrad Herwig, Tim Newman, Jim Snidero, Lew Tabackin, Walt Weiskopf, Jerry Dodgion, Scott Robinson, Doug Weiss, Terry Clarke, Daniel Ponce                                                 |
| Four Seasons of Morita Village                            | BMG            | 1996     | 1997  | mit John Eckert, Joe Magnarelli, Mike Ponella, Andy Graves, Scott Whitfield, Joel Helleny, Pat Hallaran, Tim Newman, Lew Tabackin, Walt Weiskopf, Dave Pietro, Jim Snidero, Scott Robinson, Doug Weiss, Terry Clarke, Kenishi Nagamine                                             |
| Toshiko Plays Toshiko - Time Stream                       | Ninety-One     | 1996     | 1997? | mit Bobby Shew, Joe Magnarelli, John Eckert, Mike Ponella, Harvey Estrin, David Tofani, Trudy Kane, Gary Foster, Jim Snidero, Lew Tabackin, George Mraz, Lewis Nash |
| Monopoly Game                                             | BMG            | 1998     | 1999? | mit John Eckert, Joe Magnarelli, Mike Ponella, Andy Gravis, Luis Bonilla, Scott Whitfield, Pat Hallaran, Tim Newman, Lew Tabackin, Dave Pietro, Jim Snidero, Tom Christensen, Scott Robinson, Philippe Aerts, Terry Clarke, Memo Acevedo, Valtinho, Miya Masaoka                   |
| Hiroshima: Rising from the Abyss                          | True Life Jazz | 2001     | 2002? | mit John Eckert, Mike Ponella, Jim Rotondi, Jim O’Connor, Scott Whitfield, Steve Armour, Tim Newman, Jim Snidero, Dave Pietro, Lew Tabackin, Tom Christensen, Paul Gill, George Kawaguchi, Andy Watson, Valtinho                                                                   |
| Last Live in Blue Note Tokyo                              | Wounded Bird   | 2003     | 2004? | mit Mike Ponella, John Eckert, Jim O’Connor, Jim Rotondi, Terumasa Hino, Dan Levine, Steve Armour, Pat Hallaran, Tim Newman, Dave Pietro, Jim Snidero, Lew Tabackin, Tom Christensen, Scott Robinson, Paul Gill, Andy Watson                                                       |
| Toshiko Akiyoshi Jazz Orchestra in Shanghai               | Pony Canyon    | 2010     | 2011? | mit Mike Ponella, John Eckert, Alex Sipiagin, Joe Magnarelli, Dan Levine, Alan Ferber, Andy Hunter, Tim Newman, Dave Pietro, David Bixler, Lew Tabackin, Tom Christensen, Mark Lopeman, Paul Gill, Andy Watson, Wilson Cornell, Monday Michiru                                     |

## Alben als Begleitmusikerin bzw. in kollaborativen Bandprojekten
| Musiker/Band                          | Album                                          | Musiklabel       | Aufnahme | Anmerkungen |
| ------------------------------------- | ---------------------------------------------- | ---------------- | -------- | --- |
| Barney Wilen Quartet                  | Newport ’59                                    | Fresh Sound      | 1959     | mit Barney Wilen, Tommy Bryant, Roy Haynes |
| Charles Mingus                        | Hooray for Charles Mingus                      | RLR              | 1962     | mit Richard Williams, Charles McPherson, Booker Ervin, Charles Mingus, Dannie Richmond |
| Charles Mingus                        | Town Hall Concert, 1962                        | United Artist    | 1962     | Bigband |
| Japan Jazz All Stars                  | From Japan With Jazz                           | Columbia (Japan) | 1965     | mit Tadayuki Harada, Shigeru Takemura, Sumio Mori, Tetsuo Fushimi, Terumasa Hino, Fumihiko Matsumoto, Teruhiko Kataoka, Takeshi Aoki, Hiroshi Suzuki, Hiroshi Okazaki, Shigeo Suzuki, Hidehiko "Sleepy" Matsumoto, Akira Miyazawa, Paul Chambers, Jimmy Cobb, Keiichiro Ebihara (cond) |
| Buddy Rich                            | Are You Ready for This?                        | Roost            | 1965     | mit Buddy Rich/Louie Bellson Acc By George Kawaguchi Orchestra, Benny Carter (arr) |
| Nobuo Hara                            | Double Exposure: Nobuo Hara and Sharps & Flats | Liberty          | 1970     | |
| Lew Tabackin                          | Day Dream                                      | RCA              | 1976     | mit Don Baldwin, Motohiko Hino |
| Lew Tabackin/Shelly Manne             | Trackin’                                       | Victor           | 1976     | mit Bob Daugherty |
| Lew Tabackin/Warne Marsh              | Tenor Gladness                                 | Disco-Made       | 1976     | mit John Heard, Larry Bunker |
| Lew Tabackin                          | Rites of Pan                                   | Discomate        | 1977     | mit John Heard bzw. Bob Daugherty, Shelly Manne |
| V.A.                                  | Jazz at the Opera House                        | Columbia         | 1982     | Lew Tabackin und T.A. mit zwei Titeln |
| University of Texas Jazz Orchestra    | Sublime in Time                                | Mark             | 1983     | mit Ray Cole, Fred Johnson, Tom Strait, Ralph Alessi, Mike Siless (tp), Paul McKee, Jeff DuBose, Gary Doby, Stan Burnitt, Dave Wilborn (tb), Barry McVinney (as, sop, cl, pic, fl), Anthony Hulsebus (as, cl, fl), Jeff Benedict (ts, sop, fl, cl), Jahane Cote (ts, fl, cl, b-cl), Bill Roper (bar,b-cl), Rodney Lee (keyboards), Lynn Keller (b), Scott Laningham (d), Rob Fedson (perc), Richard Lawn (d) |
| Lew Tabackin                          | Angelica                                       | Eastworls        | 1984     | mit Tiger Okoshi, Randy Brecker, Ray Drummond, Dannie Richmond |
| V.A.                                  | A Tribute to Carl Jefferson                    | Concord          | 1995     | Toshiko Akiyoshi, Bill Douglass, Vince Lateano mit dem Titel „Count Your Blessings Instead of Sheep“ |
| Toshiko Akiyoshi and the SWR Big Band | Let Freedom Swing                              | Hänssler         | 2007     | mit Felice Civitareale, Frank Wellert, Claus Reichstaller, Karl Farrent, Rudolf Reindl, Marc Godfroid, Ernst Hutter, Ian Cumming, Georg Maus, Klaus Graf, Axel Kühn, Jörg Kaufmann, Andreas Maile, Pierre Paquette, Decebal Badila, Holger Nell, Farouk Gomati, Dagmar Claus |
| Mike Ponella                          | G.W.B. Shuffle                                 | MAP              | 2008     | T.A. bei dem Titel But Not for Me |
| Yoshio "Chin" Suzuki                  | My Dear Pianists                               | One-55           | 2009     | mit Kei Akagi, Soichi Noriki, Makoto Ozone, Isao Sasaki, Tsuyoshi Yamamoto (p), Yoshio "Chin" Suzuki |

## Kompilationen (Auswahl)
| Album                                                  | Musiklabel            | VÖ    | Anmerkungen |
| ------------------------------------------------------ | --------------------- | ----- | --- |
| The Toshiko Akiyoshi-Lew Tabackin Big Band             | Novus                 | 1991  | Auszüge aus den RCA-Alben Insights, Kogun, Long Yellow Road und Road Time                                                     |
| Toshiko’s Piano                                        | Verve Records         | 2000  | Titel aus Akiyoshis erstem Album Toshiko’s Piano von 1954, weitere vier Titel von dem Album Amazing Toshiko Akiyoshi von 1957 |
| Monday Michiru Collection – Toshiko Akiyoshi Issue     | Shibuya Jazz Classics | 2006  | |
| Toshiko Akiyoshi-Lew Tabackin Big Band – Mosaic Select | Mosaic Records        | 2008  | 3-CD-Box mit den RCA-Aufnahmen von 1974 bis 1977                                                                              |
| Best Gold, Toshiko Akiyoshi ’89~’96                    | Nippon Crown Records  | 1998  | Aufnahmen von 1989 bis 1996 für das japanische Musiklabel Crown                                                               |
| Best Silver, Toshiko Akiyoshi ’89~’96                  | Nippon Crown Records  | 1998  | dto. |
| The World of Toshiko Akiyoshi                          | U-CAN                 | 2006? | Toshiko Akiyoshi Aufnahmen für BMG (~1963–1999) und Nippon Crown (~1980–2005)                                                 |